# Jozef Holly
Jozef Holly (* 18. srpna 1977, Ružomberok) je slovenský klavírní virtuos a populární zpěvák. Vystudoval hru na klavír na konzervatoři v Žilině v letech 1991–1995 v mistrovské třídě Mgr. art. Dariny Švárné. Odmaturoval nicméně až na druhý pokus. V mládí také aktivně sportoval. Později účinkoval v různých hudebních tělesech (Big Band, jazz trio, sólista atd.).
Řadu let koncertoval v zahraničí. Na počátku 21. století koncertuje v Polsku, na Slovensku a do svých plánů zahrnul i Česko.

## Vystoupení
- 2010 – Konto nádeje STV1
- 2010 – Top Trendy 2010 – Sopot
- 2010 – Let's Dance - Varšava
- 2010 – Invázia svetla – Letiště Čenstochová

## Ocenění v médiích
- 2010 – Časopis Goldman 2010/2011